# Политический триллер
Политический триллер — триллер, действие которого происходит на фоне политической борьбы за власть, высокие ставки и неизвестность являются основой истории. Жанр часто заставляет аудиторию учитывать и понимать важность политики. Ставки на эти истории огромны, и судьба страны часто находится в руках одного человека. Общими темами являются политическая коррупция, организованная преступность, терроризм и война.
Политические триллеры могут быть основаны на таких фактах, как убийство Джона Кеннеди или Уотергейтский скандал. Существует сильное совпадение с конспиративным триллером.

## Кино
Несколько фильмов Альфреда Хичкока уже содержат элементы политического триллера. В фильме «Человек, который слишком много знал» необходимо предотвратить политическое нападение. В 1962 году Джон Франкенхаймер снял фильм «Маньчжурский кандидат».
В конце 1960-х и 1970-х годов появились политические триллеры, которые активно отражали темы Вьетнамского и Уотергейтского скандала в военной и политической истории США и представляли в значительной степени нелакированный взгляд на махинации и цинизм современного политического руководства, включая утверждения о сближении политиков и спецслужб, сговорящихся с целью создать так называемое глубокое государство, ориентированное на нейтрализации воли народа и активное снятие разногласий. Такие фильмы, как «Вся президентская рать» (по мотивам Уотергейтского скандала), «Заговор «Параллакс»», начальная сцена которого активно опирается на теории заговора, связанные с убийством Роберта Ф. Кеннеди, Разговор и Три дня Кондора, подняли политические и коспиративные триллеры на новые высоты паранойи, сложности повествования и реализма.

## Телевидение
Телесериал Шонды Раймс «Скандал» содержит много элементов политического триллера в хронологическом формате.
Британский драматический сериал 1990 года «Карточный домик», позже адаптированный  одноимённый сериал для Netflix в 2013 году, — политический триллер, действие которого происходит после окончания срока полномочий Маргарет Тэтчер на посту премьер-министра Великобритании, а Фрэнсис Уркварт пытается подняться на пост премьер-министра. Действие последующей адаптационно Netflix происходит в США и подробно описывает махинации конгрессмена Фрэнсиса Андервуда, чтобы стать избранным президентом.
Бывший сериал ABC, а теперь и сериал Netflix «Последний кандидат», изображает политическую борьбу за власть, которая последовала в результате террористического нападения, который разрушает Капитолий США во время пребывания в стране, убив президента и всех, кроме одной из его линий наследования.
Сериал «Оккупированные» быстро стал самым дорогим норвежским сериалом, изображающим Россию и Европейский союз, сотрудничающих, чтобы заставить Норвегию восстановить добычу газа и нефти. Бюджет сериала составлял более 90 миллионов норвежских крон (3,8 миллиона фунтов стерлингов). Сначала он транслировался на TV2 в Норвегии, а затем транслировался на Sky Arts в Великобритании. Позже его выпустил Netflix по всему миру.
Сериал ABS-CBN «Дикий цветок» рассказывает о женщине по имени Айви Агуас/Лили Крус, замышляющей отомстить за потерю своей семьи и готова решила свергнуть эксплуататорскую и репрессивную политическую династию Ард. «Джей Райан» — американский политический триллер, основанный на персонажах вымышленной «Райанвселенной», созданной Томом Клэнси, премьера которого состоялась 31 августа 2018 года на Amazon Video.
В 2018 году британский политический триллер «Телохранитель» быстро достиг популярности по всей Великобритании, достигнув самых высоких показателей просмотра BBC с 2008 года. Сериал изображает Дэвида Бадда, ветерана британской армии, страдающего от посттравматического стрессового расстройства. Он работает в столичной полиции в их отделе королевской и специализированной защиты. Ему поручено защищать амбициозного министра внутренних дел Джулию Монтегю, чья политика отстаивает всё, что он презирает. Сериал был выпущен на Netflix по всему миру 24 октября 2018 года.

## Театр
Драматургом, который принял этот жанр, является Гэри Митчелл, который в 2000-х годах стал «одним из самых обсуждаемых голосов в европейском театре... чьи политические триллеры, возможно, сделали его величайшим драматургом Северной Ирландии».